# John Greenleaf Whittier
Pour les articles homonymes, voir Whittier.
John Greenleaf Whittier, né à Haverhill (Massachusetts) le 17 décembre 1807 et mort à Hampton Falls, New Hampshire, le 7 septembre 1892, était un poète quaker américain renommé et un ardent défenseur de l'abolition de l'esclavage. Il appartient au groupe connu sous le nom de Fireside Poets (poètes au coin du feu).

## Biographie
En tant que journaliste, il travailla au début de sa carrière pour divers journaux à Haverhill et Boston. Il était coéditeur de la New England Weekly Review, le journal porte-parole du parti whig, à Hartford.
Whittier était quaker et un opposant très actif à l'esclavage. À l'invitation de William Lloyd Garrison, il participa à la réunion inaugurale de l'American anti-slavery society en décembre 1833, non sans avoir longuement hésité : d'un naturel réservé, il répugnait à se mêler aux manifestations publiques et, surtout, la convention devait se tenir à Philadelphie, ce qui nécessitait de gagner une zone limitrophe avec le Sud esclavagiste.
Ses idées abolitionnistes s'expriment dans ses poèmes, par exemple Ichabod, et dans ses articles. Dans son pamphlet Justice and expediency (1833), il attaque notamment l'American Colonization Society, une association qui a créé au Liberia une colonie pour y installer des Noirs libres ou affranchis. Il juge son action inefficace et immorale : inefficace car depuis sa création en 1816, elle n'est parvenue en rien à enrayer le développement de l'esclavage sur le territoire américain ; immorale car elle laisse à la discrétion des planteurs la décision d'affranchir leurs esclaves, alors que Whittier, jugeant que l'esclavage est un péché qui souille l'Amérique, est un partisan de son abolition immédiate.
À côté d'œuvres lyriques diverses, il a écrit le roman Leaves from Margaret Smith's Journal (1849). Écrit à la fin de sa vie, The Conflict with slavery (1886) est un témoignage sur son engagement contre l'esclavage et une source précieuse sur l'histoire du mouvement abolitionniste américain.
De son vivant, il fut l'un des auteurs les plus en vue aux États-Unis. Aujourd'hui il est presque oublié. Seuls quelques-uns de ses textes sont encore utilisés dans des chansons d'église, comme Dear Lord and Father of Mankind (en).
Son nom a été donné à la ville de Whittier en Californie.

### Sources
- (en) Edward Wagenknecht, John Greenleaf Whittier : A Portrait in Paradox, New York, Oxford University Press, 1967.
- (en) Roland H. Woodwell, John Greenleaf Whittier : A Biography, Haverhill (Massachusetts), Trustees of the John Greenleaf Whittier Homestead, 1985.